# Vyt-lès-Belvoir
Vyt-lès-Belvoir és un municipi francès que es troba al departament del Doubs i de la regió de Borgonya - Franc Comtat.